# Lucrezia Pico Rangoni
Lucrezia Petronilla Pico Rangoni (Mirandola, 31 maggio 1505 – Modena, 15 ottobre 1550) è stata una nobildonna italiana.
Figura di spicco nei cenacoli colti sensibili alla Riforma d'oltralpe, è ricordata per diverse lettere a difesa delle donne.

## Biografia
Figlia di Ludovico I Pico e Francesca Trivulzio, figlia naturale di Gian Giacomo Trivulzio di Milano, 
Nel 1537 l'agostiniano Serafino da Fermo trovò in casa sua una copia del Sommario della sacra scrittura, libro di autore ed editore anonimi, che trattava della fede cristiana, della vita dei monaci e di come non si potesse essere salvi per la sola grazia di Dio senza nessuna altra opera; nell'omelia del 10 dicembre Serafino si scagliò contro la presunta setta luterana, minacciando la censura ecclesiastica a chiunque non avesse consegnato copia di tale libercolo entro 24 ore. L'accademia dei letterati difese il libro condannato, malignando duramente anche nei confronti della vedova Pico-Rangoni e dei suoi rapporti con il giovane canonico: è noto che, durante il matrimonio della figlia del dottor Machella con Francesco Camurana, improvvisamente entrarono due trombettieri e un banditore che lesse pubblicamente uno scritto ingiurioso contro il padre Serafino e Lucrezia Rangone, che si vide costretta a rivolgersi al Duca di Modena per porre fine a tale persecuzione.
Nel 1540 commissionò a Giulio Romano il balcone marmoreo (descritto da Burckhardt nel suo Il Cicerone, guida al godimento delle opere d'arte in Italia) nella sua residenza in via Emilia (attuale Palazzo Solmi), che fu il più importante palazzo di Modena, secondo soltanto al palazzo Ducale. Sempre all'allievo di Raffaello, Lucrezia Pico commissionò l'8 agosto 1541 il monumento funebre per il marito nella distrutta chiesa di San Biagio sulla via Emilia, poi traslato nella cattedrale di Modena.
Dall'autunno 1540 ospitò Jacopino de' Bianchi, detto de' Lancellotti e poi dal 1545 Girolamo Teggia, a cui affidò l'educazione del figlio Fulvio Rangoni. Nel 1548, venne assunto come precettore Carlo Sigonio e infine Sebastiano Fausto da Longiano.
Fu in rapporto con tutti i principali esponenti del dissenso religioso di Modena, fra cui Giovanni Bertari, e nel 1545 la sua condotta fu deprecata da Girolamo Muzio, che le scrisse tre lettere in cui la esortava a seguire la religione cattolica.
Derisa da Lodovico Castelvetro, scrisse in risposta una Lettera in difesa delle donne contro un autore che le accusa di essere l'origine di tutti i mali, dedicata ad una certa Violante Galassone, che fu pubblicata da Cristoforo Bronzino nell'opera Della Dignità e nobiltà delle donne (prima settimana, quarta giornata).
Morì all'età di 45 anni «de alquanto longa infirmità causata da dolore de matrice»; il vescovo di Carpentras Paolo Sadoleto scrisse al figlio Fulvio una commossa lettera di condoglianze.

## Nella cultura

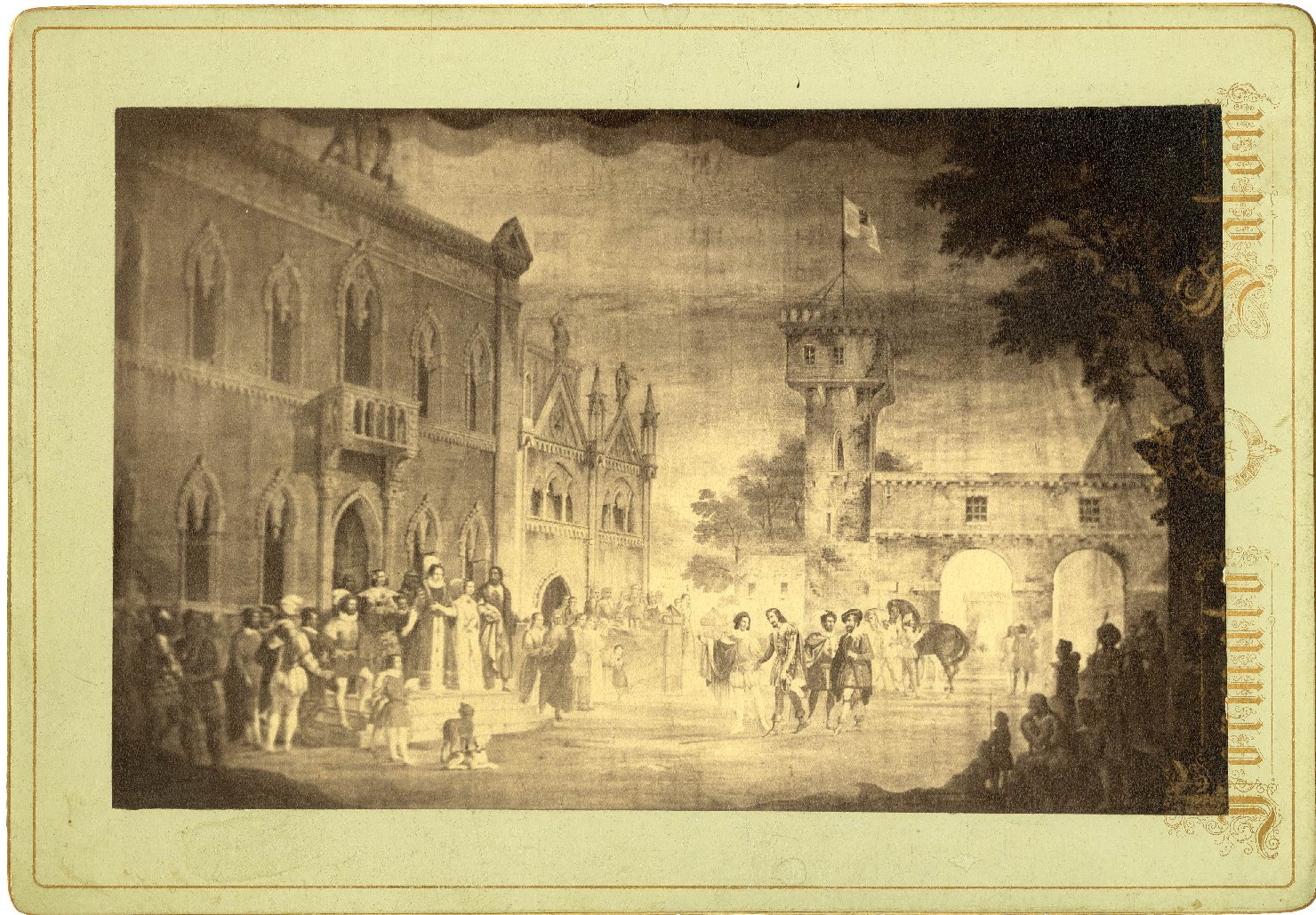
Luigi Manzini, Torquato Tasso presso la famiglia Rangoni in Castelvetro

Tra il 1838 ed il 1841 l'artista modenese Luigi Manzini (1805-1866) dipinse per il Teatro comunale di Modena lo scenario, andato perduto, raffigurante Torquato Tasso presso la famiglia Rangoni in Castelvetro, in cui Lucrezia Pico Rangoni fu raffigurata assieme a Carlo Sigonio, Tarquinia Molza, Lodovico Castelvetro, Jacopo Barozzi da Vignola e altri illustri modenesi durante il ricevimento di Torquato Tasso presso la residenza di Castelvetro di Modena.

## Discendenza
Il 12 dicembre 1524 sposò Claudio Rangoni (1508-11 febbraio 1537), conte di Castelvetro, da cui ebbe i figli:
- Fulvio (1536-26 luglio 1588), Governatore di Reggio Emilia dal 1571[17];
- Claudia (1537–1593), sposò nel 1550 il conte Giberto VIII da Correggio (1530-1580) da cui ebbe la figlia Lucrezia (1554-?); nel 1566 lasciò il marito, per diventare amante del cardinale Girolamo da Correggio, che probabilmente non venne eletto papa nel conclave del 1572, proprio a causa della sua relazione con la nobildonna;
- Olimpia (*?-†1593)
- Camillo, viveva nel 1571
- Ascanio, viveva nel 1529

## Ascendenza
|                        |                   |                     | Genitori               |  |  | Nonni |  |  | Bisnonni             |  |  | Trisnonni       |  |
|                        |                   |                     |                        |  |  |       |  |  | Gianfrancesco I Pico |  |  | Giovanni I Pico |  |
|                        |                   |                     |                        |  |  |       |  |  | Gianfrancesco I Pico |  |  | Giovanni I Pico |  |
|                        |                   | Caterina Bevilacqua |                        |  |  |       |  |  | Gianfrancesco I Pico |  |  |                 |  |
| Galeotto I Pico        |                   |                     |                        |  |  |       |  |  | Gianfrancesco I Pico |  |  |                 |  |
|                        |                   | Giulia Boiardo      | Feltrino Boiardo       |  |  |       |  |  |                      |  |  |                 |  |
|                        |                   | Giulia Boiardo      | Feltrino Boiardo       |  |  |       |  |  |                      |  |  |                 |  |
|                        |                   | Giulia Boiardo      | Guiduccia da Correggio |  |  |       |  |  |                      |  |  |                 |  |
| Ludovico I Pico        |                   | Giulia Boiardo      |                        |  |  |       |  |  |                      |  |  |                 |  |
|                        |                   | Niccolò III d'Este  | Alberto V d'Este       |  |  |       |  |  |                      |  |  |                 |  |
|                        |                   | Niccolò III d'Este  | Alberto V d'Este       |  |  |       |  |  |                      |  |  |                 |  |
|                        |                   | Niccolò III d'Este  | Isotta Albaresani      |  |  |       |  |  |                      |  |  |                 |  |
| Bianca d'Este          |                   | Niccolò III d'Este  |                        |  |  |       |  |  |                      |  |  |                 |  |
|                        |                   | Anna de' Roberti    | ?                      |  |  |       |  |  |                      |  |  |                 |  |
|                        |                   | Anna de' Roberti    | ?                      |  |  |       |  |  |                      |  |  |                 |  |
|                        |                   | Anna de' Roberti    | ?                      |  |  |       |  |  |                      |  |  |                 |  |
| Lucrezia Pico          |                   | Anna de' Roberti    |                        |  |  |       |  |  |                      |  |  |                 |  |
|                        | Antonio Trivulzio | ?                   |                        |  |  |       |  |  |                      |  |  |                 |  |
|                        | Antonio Trivulzio | ?                   |                        |  |  |       |  |  |                      |  |  |                 |  |
|                        | Antonio Trivulzio | ?                   |                        |  |  |       |  |  |                      |  |  |                 |  |
| Gian Giacomo Trivulzio | Antonio Trivulzio |                     |                        |  |  |       |  |  |                      |  |  |                 |  |
|                        |                   | Francesca Visconti  | ?                      |  |  |       |  |  |                      |  |  |                 |  |
|                        |                   | Francesca Visconti  | ?                      |  |  |       |  |  |                      |  |  |                 |  |
|                        |                   | Francesca Visconti  | ?                      |  |  |       |  |  |                      |  |  |                 |  |
| Francesca Trivulzio    |                   | Francesca Visconti  |                        |  |  |       |  |  |                      |  |  |                 |  |
|                        |                   | ?                   | ?                      |  |  |       |  |  |                      |  |  |                 |  |
|                        |                   | ?                   | ?                      |  |  |       |  |  |                      |  |  |                 |  |
|                        |                   | ?                   | ?                      |  |  |       |  |  |                      |  |  |                 |  |
| ?                      |                   | ?                   |                        |  |  |       |  |  |                      |  |  |                 |  |
|                        |                   | ?                   | ?                      |  |  |       |  |  |                      |  |  |                 |  |
|                        |                   | ?                   | ?                      |  |  |       |  |  |                      |  |  |                 |  |
|                        |                   | ?                   | ?                      |  |  |       |  |  |                      |  |  |                 |  |
|                        |                   | ?                   |                        |  |  |       |  |  |                      |  |  |                 |  |